# چامز کورنر (میشیگان)
چامز کورنر (به انگلیسی: Chums Corner) یک منطقهٔ مسکونی در ایالات متحده آمریکا است که در میشیگان واقع شده‌است. چامز کورنر ۹۴۶ نفر جمعیت دارد و ۲۷۱ متر بالاتر از سطح دریا واقع شده‌است.